# Riserva faunistica del Kalahari centrale
La Riserva faunistica del Kalahari centrale è un'ampia area naturale protetta situata nel deserto del Kalahari, nel Botswana.
Fondato nel 1961, si estende su una superficie di 52.800 km² diventando così la seconda riserva più grande del mondo. Il terreno presenta valli fluviali ricoperte da saline, ma in genere è pianeggiante o dolcemente ondulato, coperto da cespugli ed erbe, talvolta con aree alberate, ed ospita animali come giraffe, iene, zebre, facoceri,  springbok, ghepardi, licaoni, sciacalli, leopardi, impala, leoni, orici, gnu, ecc.
I Boscimani, o San, hanno abitato e percorso queste terre per migliaia di anni. Tra il 1997 e il 2002, in tre diverse operazioni, il governo del Botswana sfrattò i Boscimani che vivevano nella Central Kalahari Game Reserve (CKGR).  Nel 2002 i Boscimani decisero di portare il governo in tribunale accusandolo di averli sfrattati illegalmente dalla loro terra ancestrale e, nel 2006, dopo “il processo più lungo e più costoso nella storia del Botswana”, una sentenza della Corte Suprema riconobbe il loro diritto a vivere e cacciare nella CKGR, definendo gli sfratti “illegali e incostituzionali”.
Tuttavia, i Boscimani che da allora hanno fatto ritorno nella CKGR denunciano di essere oggetto di continue molestie e intimidazioni. Oggi la maggior parte di loro è costretta a richiedere un permesso di un mese per entrare nella riserva, mentre molti hanno denunciato di essere stati arrestati, multati e alcuni persino torturati, per aver cacciato.
Survival International, il movimento mondiale per i diritti dei popoli indigeni, ha più volte denunciato “le manovre messe in atto dal governo del Botswana per impedire ai Boscimani di vivere e cacciare liberamente nella loro terra ancestrale, distruggendo il loro stile di vita.”  Nel settembre 2013 Survival ha lanciato il boicottaggio del turismo in Botswana. Una decisione drastica, ha spiegato il direttore generale dell'associazione, Stephen Corry, dovuta “alle continue persecuzioni messe in atto dal governo del Botswana nei confronti dei primi abitanti del paese”.